# Equisetum telmateia
Equisetum telmateia (coada-calului mare) este o specie de Equisetum (coada-calului), cu o distribuție neobișnuită, cu unele subspecii native pentru Europa, Asia de Vest și Africa de nord-vest, și alte subspecii native în vestul Americii de Nord. Subspecia din America de Nord este de multe ambiguu numită „coada-calului gigantă”, dar acest nume se poate referi la fel de bine și pentru Equisetum giganteum și Equisetum myriochaetum, ambele din America Latină.